# 宮里松正
宮里 松正（みやざと まつしょう、1927年11月3日 - 2003年10月26日）は、日本の政治家、弁護士。衆議院議員を3期務めた。

## 略歴
- 1927年 沖縄県生まれ
- 日本大学法学部卒業後、弁護士を務める
- 1971年 第10代琉球政府行政副主席
- 1972年 沖縄県副知事
- 1982年 第12回参議院議員通常選挙沖縄県選挙区補欠選挙落選
- 1986年 國場幸昌から後継に指名され、第38回衆議院議員総選挙沖縄県全県区当選（自由民主党）
- 1990年 第39回衆議院議員総選挙で当選し、第2次海部内閣沖縄開発政務次官に就任
- 1991年 加藤グループに参加
- 1993年 第40回衆議院議員総選挙当選
- 1996年 政界引退。嘉数知賢を後継者に指名
- 1997年 勲二等瑞宝章受章[1]
- 2003年 心不全のため那覇市内の病院で死去

## 著書
- 『三中学徒隊　沖縄戦で散った学友に捧ぐ鎮魂の詞』（三中学徒之会、1982年）
- 『復帰二十五年の回想』（沖縄タイムス社、1998年）

## 家族
- 息子 光雄（那覇市議会議員）